# Dirk Meid
Dirk Meid (* 12. Januar 1969 in Mendig) ist ein deutscher Politiker (SPD). Er ist seit 2020 Oberbürgermeister der Stadt Mayen.

## Leben
Meid wuchs in Rieden auf und absolvierte sein Abitur am Megina-Gymnasium Mayen. Nach einer Ausbildung bei der Kreisverwaltung des Landkreises Mayen-Koblenz wurde er Diplom-Verwaltungswirt. Er arbeitete dort von 1988 bis 1993, später wechselte er in die Stadtverwaltung von Mayen. 1999 wechselte er zu einem Mayener Handelsunternehmen, welches in der Aluminium-Branche tätig ist.
Meid ist verheiratet und hat zwei Söhne.

## Politik
Meid trat 1993 in die SPD ein. Seit 2019 sitzt er im Mayener Stadtrat. Er ist seit 2015 Vorsitzender der SPD Mayen. Bei der Kommunalwahl 2024 wurde er zusätzlich in den Kreistag des Landkreises Mayen-Koblenz gewählt.
Bei der Oberbürgermeisterwahl 2020 erzielte Meid im ersten Wahlgang 43,34 % der Stimmen. Bei einer Stichwahl setzte er sich mit 59,44 % der Stimmen gegen den bisherigen Amtsinhaber Wolfgang Treis durch und wurde neuer Oberbürgermeister von Mayen.